# Прокопион
Проко́пион (греч. Προκόπιον) — деревня в Греции, на острове Эвбее. Расположена в 87 километрах к северо-западу от центра Афин, площади Омониас. Входит в общину (дим) Мандудион — Лимни — Айия-Ана в периферийной единице Эвбее в периферии Центральной Греции. Население 948 жителей по переписи 2011 года. Площадь сообщества 33,806 квадратного километра.
До ноября 1927 года назывался Ахметага (Αχμέταγα).
Деревня была заселена беженцами из Прокопиона в Каппадокии (ныне Ургюп) после малоазийской катастрофы и греко-турецкого обмена населением.
В Прокопионе находится церковь Святого Иоанна Русского (Айос-Иоанис-Росос), где находятся мощи Иоанна Русского.
По восточной окраине Прокопиона проходит национальная дорога ΕΟ77, которая соединяет Халкиду и Эдипсос на северо-западе Эвбеи.

## Население
| Год  | Население, человек |
| ---- | ------------------ |
| 1991 | 1094               |
| 2001 | 1020               |
| 2011 | ↘ 948              |